# Estación de Bédarrides
La estación de Bédarrides es una estación ferroviaria francesa de la línea París - Marsella, situada en la comuna de Bédarrides, en el departamento de Vaucluse, en la región de Ródano-Alpes. Por ella transitan únicamente trenes regionales. 

## Situación ferroviaria
La estación se encuentra en la línea férrea París-Marsella (PK 727,199). 

## Descripción
Este apeadero se compone de dos andenes laterales y de dos vías.

## Servicios ferroviarios

### Regionales
Los TER Ródano Alpes recorre el siguiente trazado:
- Línea Lyon - Aviñón.